# Danh sách sân vận động cricket tại Afghanistan
Đây là danh sách các sân vận động cricket tại Afghanistan. Đội tuyển cricket quốc gia Afghanistan không được chơi trên sân nhà vì lý do an ninh.
Chủ tịch Liên đoàn cricket Afghanistan, Omar Zakhilwal, thông báo vào tháng 10 năm 2010 rằng họ sẽ xây dựng 10 sân vận động cricket và sẽ nâng cấp thành 15 học viện trong tương lai.
| Tên sân vận động                                   | Thành phố                  | Sức chứa | Tình trạng    |
| -------------------------------------------------- | -------------------------- | -------- | ------------- |
| Ghazi Amanullah Khan International Cricket Stadium | Ghazni Amanullah Khan City | 14,000   |               |
| Kandahar International Cricket Stadium             | Kandahar                   | không rõ | đang xây dựng |
| Kabul National Cricket Stadium                     | Kabul                      | 6,000    |               |
| Khost City Stadium                                 | Khost City                 | 18,000   |               |
| Mazar-i-Sharif Cricket Stadium                     | Mazar-i-Sharif             | không rõ | đang xây dựng |
| Maidan Wardak Sports Complex                       | Wardak                     | không rõ | đang xây dựng |
| Sherzai Cricket Stadium                            | Jalalabad                  | không rõ | đang xây dựng |